# ليمون8
ليمون8 هو تطبيق وسائط اجتماعية مملوك لشركة بايت دانس، أُطلق أول مرة في عام 2020. وهو مشابه لتطبيق شياو هونغ شو.

## تأريخ الموقع
تم إطلاق التطبيق لأول مرة في اليابان في مايو 2020 وحقق مليون عملية تنزيل في مارس 2022. تم إطلاقه في الولايات المتحدة والمملكة المتحدة في فبراير 2023 بعد القيود المفروضة على TikTok في الولايات المتحدة ، مما أدى إلى أن يصبح أحد أكثر التطبيقات التي تم تنزيلها على متجر التطبيقات الأمريكي بعد شهر. التطبيق مُدرج ضمن شركة Heliophilia Pte Ltd ومقرها سنغافورة

## وصلات خارجية
- الموقع الرسمي